# عقد حافية
العقد الحوفية (بالإنجليزية: Limbal nodule) هي أي عقد ضارة تظهر على حوف القرنية للعين.
بعض التشخيصات التفريقية للعقد الحوفية تتضمن:
- ظفرة.
- جسم غريب.
- التهاب ظاهر الصلبة.
- التهاب الصلبة.
- ورم حبيبي.
- ورم أرومي اغترابي.